# Diplomatie (Film)
Diplomatie ist ein Filmdrama von Volker Schlöndorff aus dem Jahr 2014 über die nicht erfolgte Zerstörung von Paris 1944. In den Hauptrollen treten Niels Arestrup als Stadtkommandant von Choltitz und André Dussollier als Konsul Nordling auf. Der Film beruht auf dem gleichnamigen Bühnenstück von Cyril Gély, erstmals 2011 im Théâtre de la Madeleine mit denselben Hauptdarstellern aufgeführt. Er verdichtet das historische Geschehen um die Libération, die Befreiung von Paris, auf die letzten 24 Stunden der realen Ereignisse.
Der Film wurde als Preview erstmals am 12. Februar 2014 auf der Berlinale gezeigt. In Frankreich hatte er am 5. März 2014 Premiere. Die eigentliche deutsche Premiere fand erst am 25. August 2014 wiederum in Berlin statt.
Schlöndorff widmete sein Werk dem US-Diplomaten Richard Holbrooke (1941–2010). Der französische Filmtitel ist mit dem deutschen identisch, die englische Fassung heißt Diplomacy.

## Handlung
Diplomatie schildert, weitgehend in Form eines Kammerspiels und angelehnt an reale Vorgänge, vor allem ein fiktives Wortduell zwischen dem deutschen General Dietrich von Choltitz und dem schwedischen Generalkonsul in Frankreich Raoul Nordling. Das nächtliche Gespräch findet im Gebäude der deutschen Stadtkommandantur statt, dem Luxushotel Meurice, und zieht sich bis in den Morgen.
Der General hatte drei Wochen zuvor von Hitler den „Trümmerfeldbefehl“ erhalten. Zu Beginn der Handlung gegen vier Uhr früh lässt er sich die Ausführung der Vorbereitungsmaßnahmen bestätigen: Alle Seinebrücken in Paris außer der zentralen Brücke Pont Neuf sowie die wichtigsten der das Stadtbild prägenden Gebäude sind vermint; die Trümmer der zentral auszulösenden Sprengung sollen den Fluss stauen und ohne Rücksicht auf Zivilisten große Gebiete überschwemmen.
Als von Choltitz allein ist, tritt der schwedische Konsul Nordling durch eine Geheimtür ins Zimmer und versucht, die Zerstörung der Stadt durch diplomatische Mittel zu verhindern. Der Stadtkommandant ist völlig überrascht, behandelt den Eindringling aber mit Respekt und lässt sich auf einen Dialog ein. Anfänglich zeigt er sich fest entschlossen, den Befehl durchzuführen und lässt zwischenzeitlich vom Sprengkommando aufgegriffene Widerständler umgehend standrechtlich erschießen. Nordling aber lässt sich in seinem Vorhaben nicht beirren, während die Position seines Gegenübers langsam ins Wanken zu geraten droht, und sich die Erteilung des Ausführungsbefehls mangels Verbindung zum Sprengkommando hinauszögert.
Zwischenzeitlich erscheinen im Auftrag Heinrich Himmlers SS-Offiziere im Hotel, um im letzten Moment Kunstschätze wie den Teppich von Bayeux aus dem Louvre zu stehlen, nicht aber die Mona Lisa, wie von Choltitz auf seine Nachfrage hin irritiert erfährt. In ihrem aussichtslosen Vorhaben abgewiesen, verweisen die SS-Leute süffisant auf die von Hitler eigens erlassene Sippenhaftung für von Choltitz’ Familie. Zurück bei Nordling zeigt sich der Stadtkommandant spürbar verängstigt. Der Konsul verspricht ihm die Rettung der Familie aus Baden-Baden in die neutrale Schweiz.
Draußen hat längst der Morgen begonnen, als Nordling den bei einem Asthmaanfall hilflosen von Choltitz zu dessen Verwunderung das Leben rettet. Dann steht endlich die Funkverbindung zum Sprengkommando bereit, die Kämpfe toben schon in unmittelbarer Nähe. Nordling ist mit auf dem Dach, als von Choltitz’ letzter Befehl die Operation schließlich absagt. Zurück im Büro beglückwünscht ihn der Konsul mit einem Whisky als „Retter von Paris“. Bevor er die Szenerie verlässt, erhält er den nötigen Passierschein sowie als Erkennungszeichen für von Choltitz’ Frau dessen Ehering.
Unmittelbar danach erweist sich Nordlings Versprechen als Täuschungsmanöver. Von Choltitz ergibt sich mit seinen letzten Soldaten, historische Filmaufnahmen werden eingeblendet. Schließlich wird er von US-Truppen gefangen genommen. Ein Hotelangestellter, offenbar Vertreter der Résistance, beobachtet dies, zündet sich eine amerikanische Zigarette an und beglückwünscht den hinzutretenden Nordling. Der wiegt nachdenklich von Choltitz’ Ehering in seinen Fingern, bevor dann beide zu Fuß zum Rathaus gehen, wo Charles de Gaulle Nordling erwartet.

## Hintergrund
Der Film, der auf das Theaterstück von Cyril Gély zurückgeht, beruht in großen Züge auf gesicherten Daten.
Anfang August 1944 war Choltitz zum Kommandierenden General und Wehrmachtbefehlshaber von Groß-Paris ernannt worden und bezog am 9. August 1944 Quartier im Hotel Meurice an der Rue de Rivoli. Am 23. August 1944 befahl Hitler die Zerstörung von Paris: „Paris darf nicht oder nur als Trümmerfeld in die Hand des Feindes fallen.“ Am 30. Juli 1944 befahl Adolf Hitler die Sippenhaftung, im Film eine der Begründungen für das Handeln des Generals. Am 25. August 1944 unterzeichnete Choltitz die Kapitulationsurkunde. Danach kam er in alliierte Kriegsgefangenschaft und wurde erst im Frühjahr 1947 wieder entlassen.
Treffen zwischen Choltitz und Nordling sind überliefert, haben aber in der Form, wie der Film sie schildert, nicht stattgefunden. Die beiden Männer handelten in den letzten Augusttagen 1944 eine Art Waffenstillstand aus, damit die Deutschen Paris in einem geordneten Rückzug verlassen konnten, ohne in einen Hinterhalt zu geraten.
Im Abspann heißt es, Nordling und von Choltitz hätten sich nur noch einmal, und zwar 1955, erneut in Paris wieder getroffen. Dabei habe der Konsul seine in nur einem Exemplar geprägte „Ehrenmedaille“ an den General weiter geschenkt, die auf der Rückseite zeige, „wie Paris seine Ketten bricht“. Von Choltitz' Familie war der Sippenhaft entgangen und auch von den alliierten Kriegsgegnern verschont worden.
Dasselbe Thema wurde mit großer Starbesetzung im Jahr 1964 nach dem Theaterstück von Dominique Lapierre und Larry Collins  in dem  Kriegsfilm Brennt Paris? behandelt.

## Produktion und Veröffentlichung
Der Film wurde vom 19. August bis zum 21. September 2013 in Paris gedreht. Beide Hauptdarsteller spielten dieselben Rollen bereits in dem gleichnamigen Theaterstück, das ab Anfang 2011 im Théâtre de la Madeleine in Paris’ gleichnamigen Viertel aufgeführt wurde.
Schlöndorff verwendete in dem Film dokumentarisches Filmmaterial von der Zerstörung Warschaus und Audiomaterial des sogenannten Großdeutschen Rundfunks.
Diplomatie ist der einzige Film, in dem er mit dem französischen Kameramann Michel Amathieu zusammengearbeitet hat. Amathieu filmte mit einer RED Epic und Cooke S4-lenses. Für die Ausblicke aus den Fenstern der Suite wurde digitales Material verwendet. Set-Designer war Jacques Rouxel. Die Innenaufnahmen wurde in den Pariser Stains Studios gedreht, in denen Rouxel u. a. die Räume im Hôtel Le Meurice, wo sich die meisten Szenen abspielen, rekonstruierte.
Jörg Lemberg komponierte die Filmmusik. Die Passagen aus der 7. Sinfonie von Ludwig van Beethoven stammen aus einer Aufnahme der Berliner Philharmoniker unter Wilhelm Furtwängler aus dem Jahr 1943.
Die Uraufführung fand am 12. Februar 2014 auf den Berliner Filmfestspielen statt. Anschließend wurde der Film international auf mehreren Filmfestspielen vorgestellt, wo er mit Preisen in verschiedenen Kategorien ausgezeichnet wurde. Kinostart in Deutschland war der 28. August 2014.
2015 veröffentlichte Koch Media eine DVD mit umfangreichem Bonusmaterial, darunter ein Interview mit Volker Schlöndorff und knapp 30 Minuten Making-of. Das Medienportal Schule-online (Bildungsserver Rheinland-Pfalz) bietet diese DVD, ergänzt um pädagogisches Begleitmaterial, für den Einsatz im Schulunterricht an.

## Rezeption
Schlöndorffs Werk erhielt überwiegend sehr positive Bewertungen. So nannten es Klaus Lesche für das Erste „Ein kluges Kammerspiel“ über „die Beharrlichkeit eines Einzelnen“ und Heike Mund für die Deutsche Welle „ein spannendes Kammerspiel fürs Kino“. Lars Friedrich bescheinigte „dem Paris-Enthusiasten Schlöndorff“ für den NDR gar „ein grandioses Spätwerk“. und die Deutsche Film- und Medienbewertung fand, Diplomatie sei ein „konzentriert erzählter, spannender und komplexer Film“ und „dazu eine großartige Lektion über die Kraft und Macht der Diplomatie.“
Auch Harald Jähner in der Frankfurter Rundschau befand das Rededuell als „durchaus gut gemacht“, das Thema allerdings „für die Standards des Kammerspiels (…) eigentlich zu groß“ und „die Rettung von Paris war in Wahrheit von viel mehr Faktoren bedingt und letztlich viel spannender“. Insgesamt sei „der kühne Griff der dramaturgischen Reduktion (…) schneidig, ein Triumph aber ist er nicht.“
Eher neutral urteilte Daniel Sander für Spiegel Online einen „Film, der verstehen will, ohne zu behaupten, alles verstanden zu haben.“